# Carya texana
Carya texana är en valnötsväxtart som beskrevs av C. Dc. Carya texana ingår i släktet hickory, och familjen valnötsväxter. Inga underarter finns listade i Catalogue of Life.

## Bildgalleri

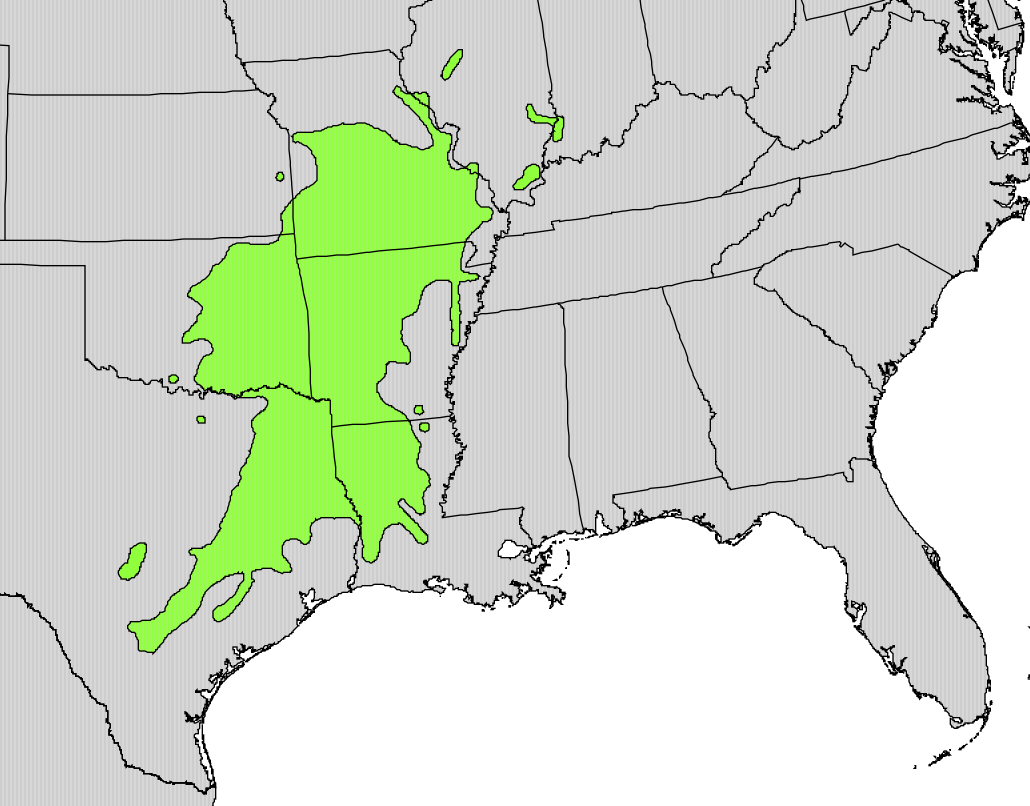